# Different World (canção de Alan Walker)
"Different World" é uma canção do DJ e produtor norueguês Alan Walker, K-391 e da cantora norte-americana Sofia Carson, gravada para o primeiro álbum de estúdio de Walker com o mesmo título. Conta com a participação de Corsak. O seu lançamento ocorreu a 30 de novembro de 2018, através da Mer Musikk Recordings. Kat Blein, da revista Billboard, considerou que o tema alerta para "o triste estado de nosso planeta com imagens difíceis de assistir de oceanos poluídos, incêndios florestais e comunidades submersas", além de sugerir a falta de consciencialização para a questão da mudança climática por pessoas no poder.

## Faixas e formatos
| Descarga digital |                                                  |         |  |
| N.º              | Título                                           | Duração |  |
| 1.               | "Different World" (com a participação de Corsak) | 3:22    |  |

## Desempenho comercial

### Posições nas tabelas musicais
| Tabela musical (2018)                             | Melhor posição |
| ------------------------------------------------- | -------------- |
| Estados Unidos - Billboard Dance/Electronic Songs | 37             |
| Noruega - VG-lista                                | 31             |
| Suécia - Veckolista Heatseeker                    | 5              |
| Suíça - Schweizer Hitparade                       | 73             |